# Kloster Krauftal

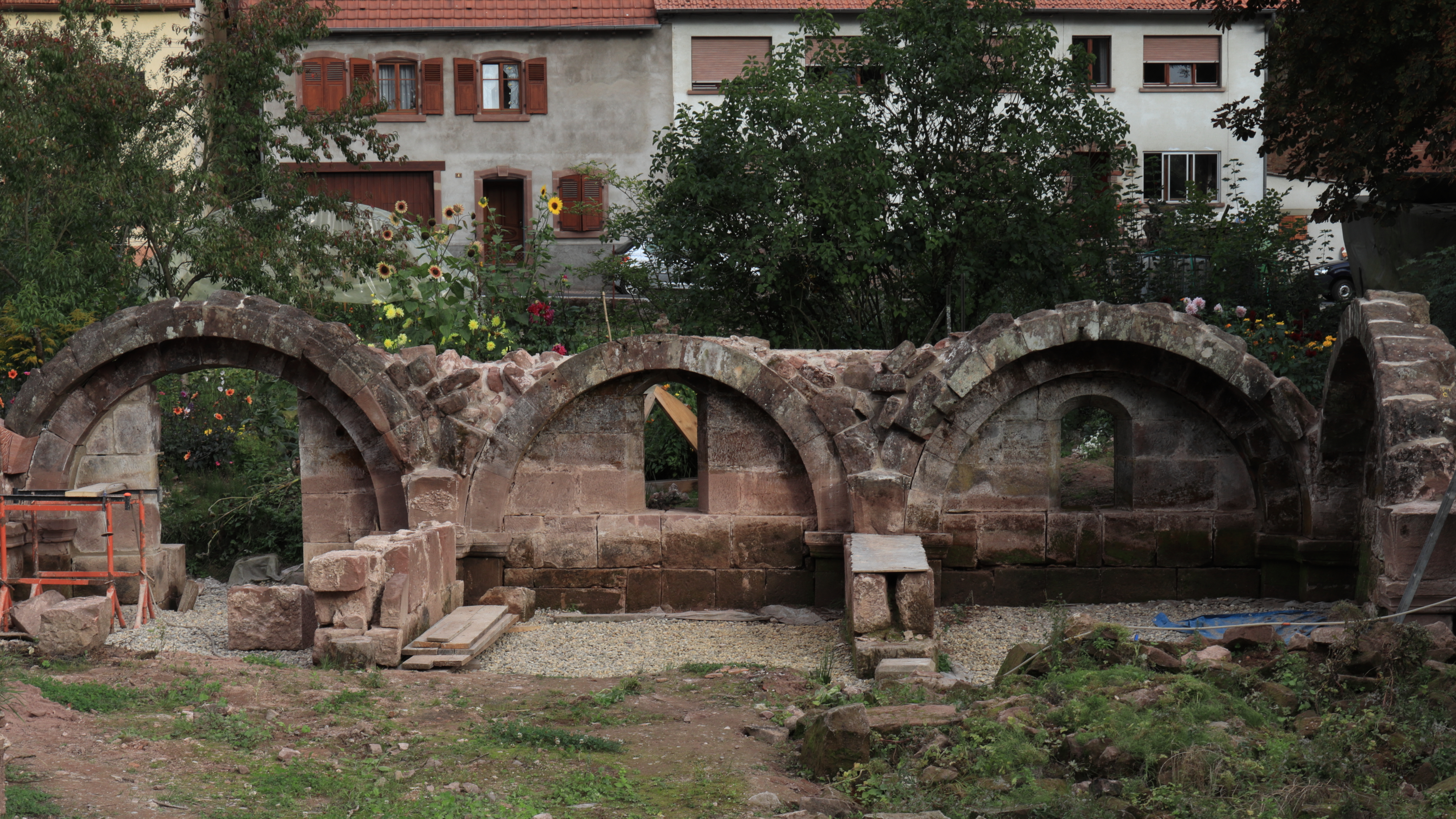
Ruinen des Klosters

Das Nonnenkloster Krauftal (heute Graufthal) steht im Weiler Graufthal der Gemeinde Eschbourg im Département Bas-Rhin im Elsass. Das Kloster wurde im 10. Jahrhundert gegründet, stand ab 1124/30 unter der Aufsicht des Benediktinerklosters St. Georgen im Schwarzwald und war bis zum 16. Jahrhundert ein Priorat des Schwarzwaldklosters und danach aufgehoben.
Krauftal war wohl eine Gründung des 10. Jahrhunderts, und zwar – wie damals üblich – ein Kloster benediktinischer Prägung. Auf nicht mehr nachzuvollziehende Weise waren die Grafen von Metz an der Gründung maßgeblich beteiligt gewesen. Nur so – und über Abt Theoger von St. Georgen (1088–1119) – sind jedenfalls spätere Besitzrechte des Klosters im Saargau und die Verfügung Graf Folmars V. von Metz († 1111) über das Kloster zu Beginn des 12. Jahrhunderts verständlich. Denn der Graf übertrug der Mönchsgemeinschaft in St. Georgen die geistliche Oberaufsicht über das Nonnenkloster (1124/1130), wie es der Humanist und Benediktinermönch Johannes Trithemius (1462–1516) erstmals formulierte.
Immerhin besitzen wir aber mit einem Privileg von Papst Innozenz’ II., wahrscheinlich vom 12. März 1138, die Bestätigung des Aufsichtsrechts St. Georgens über Krauftal. Vogt des Nonnenklosters war zum Zeitpunkt der Urkundenausstellung Graf Peter von Lützelburg, der zusammen mit seiner Frau Ida und seinem Sohn Reginald unter Zustimmung des Bischofs Stephan von Metz (1120–1163) und der Krauftaler Äbtissin Hazzecha das Seelsorgerecht St. Georgens anerkannte und um Wiederherstellung der religio, also der richtigen klösterlichen und gottesdienstlichen Ordnung bat. Diesbezüglich wandte sich Hazzecha in einem Schreiben auch an die berühmte Hildegard von Bingen (1098–1179), jene prophetissa teutonica, die nicht zuletzt durch ihre Visionsliteratur und durch natur- und heilkundliche Schriften bekannt wurde. Hazzecha bezieht sich in ihrem Schreiben auf den Besuch Hildegards in Krauftal, der gemäß der Vita Hildegardis im Jahr 1160 stattgefunden haben soll. Viel hatte sich seit dem Aufenthalt Hildegards in Krauftal allerdings nicht zum Guten geändert, und so ist die Antwort der Äbtissin vom Kloster Rupertsberg eine Ermahnung zur Selbsthilfe.
Im Spätmittelalter kam das Vogteirecht an die Herren von Lichtenberg.
Noch 1389 ist ein St. Georgener Mönch als Prior von Krauftal bezeugt, das Kloster wurde 1488 von Nonnen aus Sindelsberg bei Marmoutier neu besiedelt. Im Bauernkrieg von 1524/1525 wurde das Kloster zerstört, die geistliche Kommunität kurz darauf aufgehoben. Die Klostergebäude zerfielen im 16. Jahrhundert.
Die Ruinen des Klosters wurden 1984 in das Zusatzverzeichnis der Monuments historiques eingetragen und sind denkmalgeschützt.